# Слива сибірська
Слива сибірська, абрикоса сибірська (Prunus sibirica) — вид квіткових рослин із підродини мигдалевих (Amygdaloideae).

## Біоморфологічна характеристика
Це листопадний кущ чи невелике дерево; може вирости 2–5 метрів у висоту. Кора дерева темно-сіра, а кора гілок від червонуватого до темно-коричневого кольору, спочатку рідко запушена, але незабаром стає голою. Червонувато-коричневі зимові бруньки від яйцюватої до конічної форми, довжиною 2–4 мм, а краї лусочок бруньок запушені. Прості листки мають прилистки. Цвіте поодинокими квітками ранньою весною. Квіткова ніжка має довжину приблизно від 1 до 2 мм, а чашечка квітки у формі дзвоника пурпурова ззовні та запушена біля основи, гола або злегка запушена. Квітки двостатеві, діаметром від 1.5 до 3.5 см. П'ять вільних пелюсток від майже круглої до яйцюватої форми білі з рожевими жилками. Довжина багатьох вільних тичинок майже дорівнює пелюсткам.

## Поширення, екологія
Ареал: східний Сибір, Монголія, північний Китай, Корея. Населяє сухі сонячні схили серед чагарників, ліси, хащі, пагорби, річкові долини та сухі сонячні схили; на висотах від 400 до 2500 метрів.

## Галерея

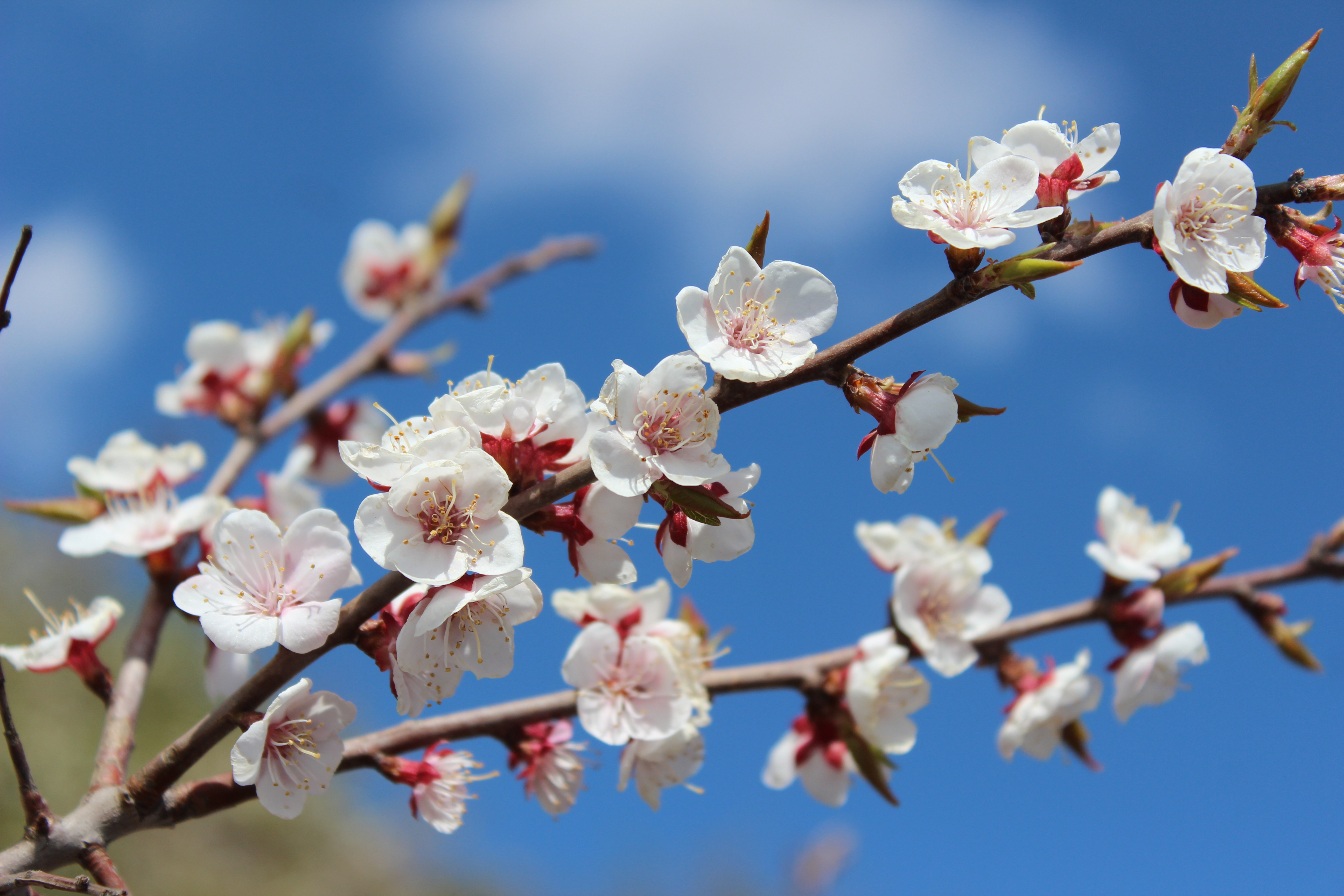
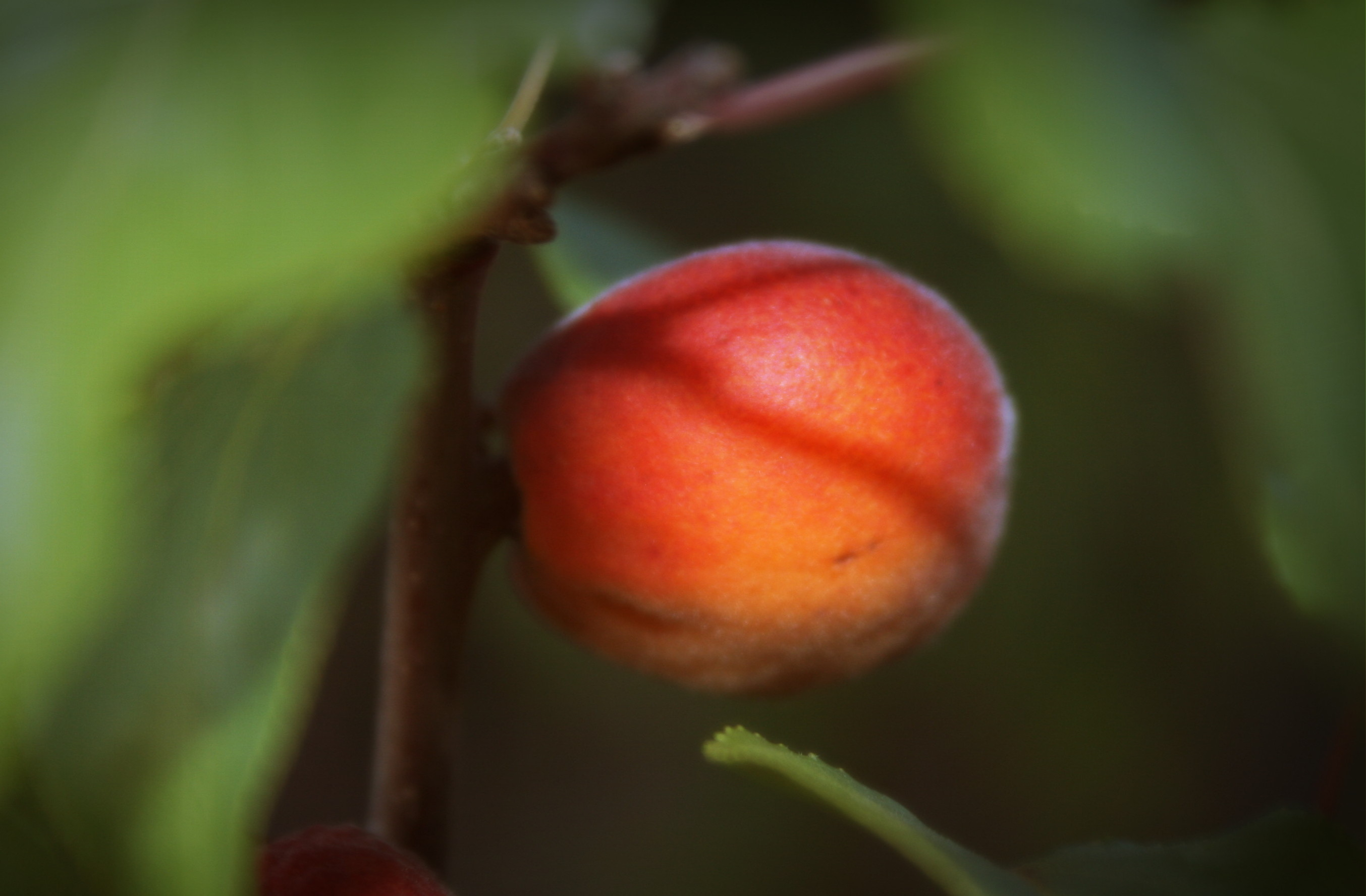

## Використання
Рослина збирається з дикої природи для місцевого використання як їжа та ліки. Придатний для використання в якості підщепи для мигдалю. Плоди вживають сирими чи приготовленими. Тонкий шар м'якоті твердий, кислий або гіркий, більш-менш неїстівний. Насіння вживають сирим чи приготовленим; багате олією; смак мигдалевий, більш-менш гіркий. З насіння отримують харчову олію, використовується як ароматизатор мигдалю. Насіння має болезаспокійливий, протиастматичний, антисептичний, протикашльовий і пом'якшувальний засіб. Застосовується при лікуванні кашлю, астми, гострого або хронічного бронхіту та запорів. Насіння містить амігдалін і пруназин, речовини, які розкладаються у воді з утворенням синильної кислоти (ціаніду або синильної кислоти). У невеликих кількостях ця надзвичайно отруйна сполука стимулює дихання, покращує травлення та дає відчуття гарного самопочуття. Різні частини дерева використовуються в Китаї в народній медицині. Вважається, що цей вид витривалий до -50 °C і як такий потенційно може бути використаний для надання більшої холодостійкості в програмах селекції з близькоспорідненим абрикосом Prunus armeniaca. Цей вид є потенційною підщепою для абрикосів. Чудові морозостійкі саджанці використовують як карликові підщепи для сливи та абрикоса. З листя можна отримати зелений барвник. З плодів можна отримати барвник від темно-сірого до зеленого. Олія, отримана з насіння, придатна для використання в легкій промисловості. Деревина високої якості, але, як правило, замала для більшості цілей.